# Distretto di Nkayi (Repubblica del Congo)
Nkayi è un distretto della Repubblica del Congo, che fa parte del dipartimento di Bouenza. È composto dalla città di Nkayi (avente autonomia di comune) e dall'area rurale circostante.